# 喀拉库勒湖 (中国)
喀拉库勒湖（維吾爾語：قاراكۆل‎，拉丁维文：Qaraköl），位于中国新疆阿克陶县，位于慕士塔格峰和公格尔峰之间的断层谷中，属康西瓦河流域，是一座高山冰碛湖，也是东帕米尔高原面积最大的天然湖泊，湖面呈三角形，面积约4.59平方公里，平均水深约15米，湖面海拔3656米。